# Rapport d'Oslo
Le Rapport d'Oslo serait l'une des plus spectaculaires fuites d'information de toute l'histoire militaire. Rédigé par le mathématicien et physicien allemand Hans Ferdinand Mayer (1895-1980) les 1er et 2 novembre 1939 lors d'un voyage d'affaires à Oslo en Norvège, il décrivait plusieurs armes réelles et à venir du régime nazi.
Mayer rédigea ce rapport de façon anonyme. Dans un premier temps, il expédia une lettre à l'ambassade du Royaume-Uni à Oslo pour connaître l'intérêt du destinataire. Lorsque le signal convenu fut transmis, Mayer expédia un colis qui contenait un tube à vide utilisé dans une fusée d'artillerie et le document. Ce dernier et sa traduction en anglais furent transmis au MI6 à Londres pour analyses plus approfondies. Pour l'armée britannique, le document se révéla une source unique d'informations qui permit la mise au point de contre-mesures électroniques, particulièrement contre les radars de navigation et de ciblage des armées allemandes. Les différents appareils issus de ces recherches contribuèrent à la victoire du Royaume-Uni durant la bataille d'Angleterre.

## Contexte
Supervisé par Philipp Lenard, Hans Ferdinand Mayer reçut son doctorat en physique de l'université de Heidelberg en 1920. Après deux années comme chercheur adjoint de Lenard au laboratoire de cette université, il joignit Siemens AG en 1922. S'intéressant aux télécommunications, il obtint un poste au laboratoire de recherche en communications de Siemens, dont il devint le directeur en 1936. De par sa position, il était en relation avec différentes personnes à travers l'Europe et les États-Unis. Également, il avait accès à un vaste ensemble d'informations sur les recherches en électronique réalisées en Allemagne, principalement dans le domaine militaire.
Après que Hitler eut ordonné l'invasion de la Pologne le 1er septembre 1939, Mayer décida de révéler aux autorités britanniques tout ce qu'il savait des secrets militaires allemands dans le but de détruire le régime nazi. Lors d'un voyage d'affaires en Scandinavie à la fin d'octobre 1939, il se rendit en premier à Oslo en Norvège le 30 octobre et s'établit à l'hôtel Bristol.

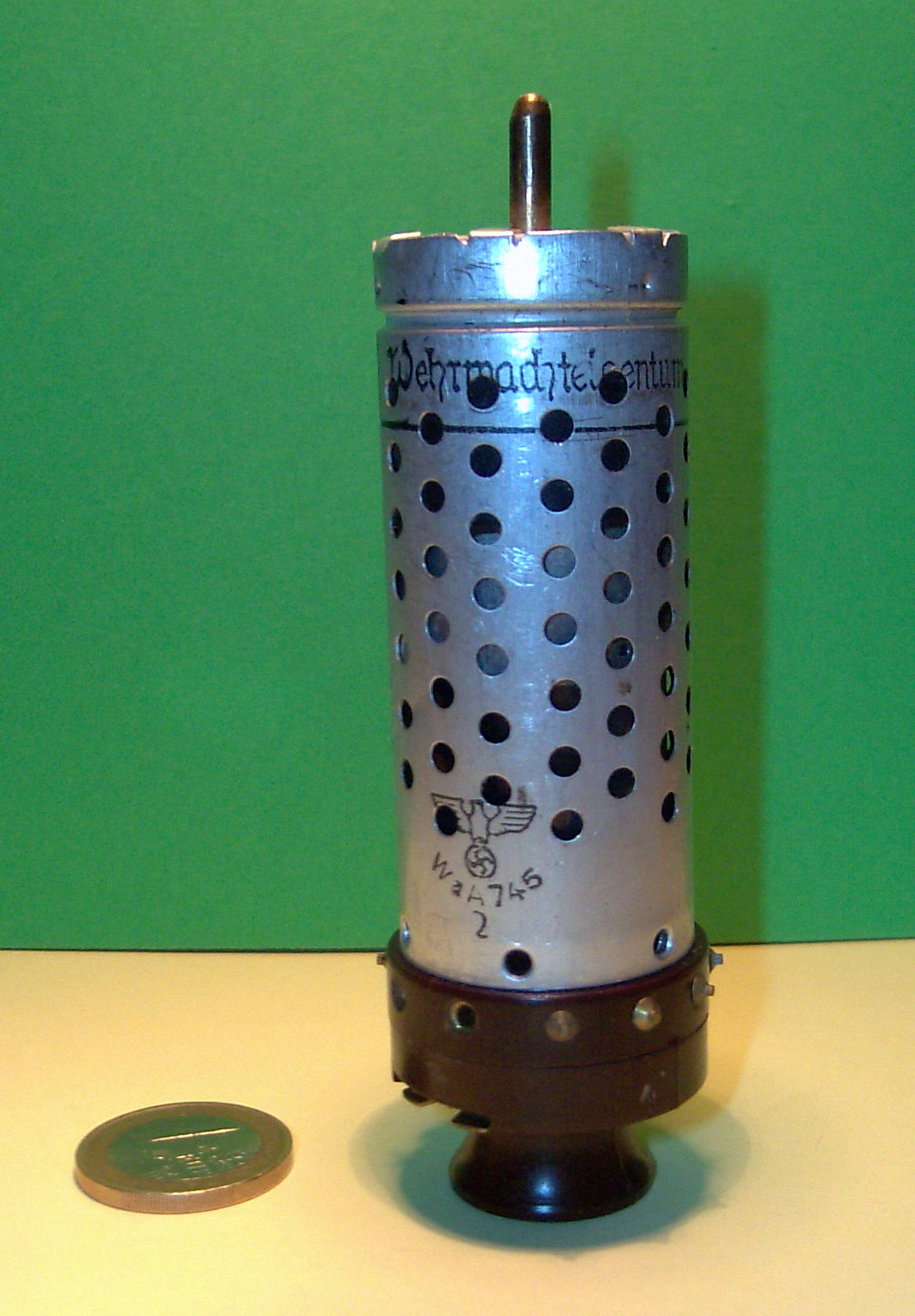
Exemple de tube à vide utilisé par la Wehrmacht lors de la Seconde Guerre mondiale.

Mayer emprunta une machine à écrire de l'hôtel et tapa sept pages en deux jours. Il expédia ensuite une lettre le 1er novembre, dans laquelle il indiquait à l'attaché militaire britannique de faire modifier l'invite du programme en allemand de la BBC World Service s'il souhaitait recevoir le rapport. Lorsqu'il entendit le message convenu, Mayer envoya le Rapport d'Oslo en même temps qu'un tube à vide qui était une composante d'une fusée de proximité (appareil servant à faire exploser une bombe lorsqu'elle se trouve à proximité d'un objet).
Également, il écrivit une lettre à son ami britannique de longue date, Henry Cobden Turner, lui demandant d'utiliser leur collègue danois Niels Holmblad comme intermédiaire. Cet arrangement était possible, car le Danemark était neutre, au contraire du Royaume-Uni et de l'Allemagne. Mayer continua son voyage au Danemark pour y rencontrer Holmblad, lui demandant de relayer les informations entre lui et Turner. Holmblad accepta (cette voie de communication fut coupée lorsque le Danemark fut envahi par les armées nazies le 9 avril 1940). Mayer retourna ensuite en Allemagne. Bien qu'il ait été arrêté par la Gestapo en 1943 et emprisonné dans des camps de concentration jusqu'à la fin de la guerre, les responsables nazis n'apprirent jamais l'existence du Rapport d'Oslo.

## Réactions des Britanniques
Le 4 novembre 1939, le Captain Hector Boyes, l'attaché militaire naval à l'ambassade britannique à Oslo, reçut la lettre. Pour recevoir le colis promis, il devait s'arranger pour que l'annonce habituelle de BBC World Service en allemand soit changée pour « Hullo, hier ist London ». Une semaine plus tard, il reçut un colis contenant un document et le tube à vide.
Boyes se rendit rapidement compte de la valeur potentielle du document et le fit traduire par un membre de l'ambassade avant d'expédier l'original et la traduction au MI6 à Londres, où il fut reçu avec indifférence ou incrédulité. En revanche, Reginald Victor Jones, un jeune physicien récemment nommé responsable de la division Scientific Intelligence (« Renseignements scientifiques »), croyait que, malgré la disparité des informations et les imprécisions, les détails techniques étaient corrects et soutint que tous les appareils électroniques ainsi divulgués devaient être analysés. Dans un rapport de 1940, Jones résuma ses pensées : 

« L'apport de cette source [d'informations] aux problèmes actuels peut être résumée par [...] les Allemands mettent en place un R.D.F. [Radio Direction Finding, terme britannique pour désigner le radar] semblable au nôtre...
Une analyse soignée du rapport complet mène à seulement deux conclusions : (1) que c'est un « coup monté » pour nous persuader que les Allemands ont une grande avance sur nous ou (2) que la source est très mécontente de l'Allemagne, et veut nous dire tout ce qu'elle sait. La précision générale de l'information, le don sans compensation de la fusée [de proximité] et le fait que la source n'a fait aucun effort, à notre connaissance, pour en tirer un avantage, cela avec la direction que prend la guerre et notre récente prise de conscience de Knickebein, pèsent lourdement en faveur de la deuxième conclusion. Il semble donc que la source est fiable et manifestement capable. »

Dans son ouvrage de 1989, Jones résume l'importance du Rapport d'Oslo :

« C'est probablement le meilleur rapport jamais reçu d'une seule source de toute la guerre.
...Globalement, bien sûr, les apports des autres sources, tels le déchiffrage de la machine Enigma, les photographies aériennes et les comptes rendus de la Résistance, dépassent les apports d'Oslo, mais ils émanent tous de grandes organisations comprenant plusieurs, parfois des milliers de personnes, qui agirent pendant presque toute la durée de la guerre. Le Rapport d'Oslo, selon nous, a été rédigé par une seule personne qui, en un seul grand coup, nous a donné une vue synoptique de ce qui s'annonçait dans l'électronique militaire allemande. »

Alors que Jones prenait au sérieux le Rapport d'Oslo, l'amirauté britannique croyait que c'était « trop beau pour être vrai » et que c'était un document forgé par l’Abwehr. Les personnes qui doutaient ajoutaient qu'il était impossible qu'une seule personne puisse avoir une connaissance aussi étendue de la technologie des armes. Cet état d'esprit était probablement alimenté par un « mur du silence » entre la Royal Navy et la Royal Air Force, alors qu'en Allemagne, les deux armes étaient continuellement en compétition entre elles. Le Rapport d'Oslo porte principalement sur la technologie électronique et plusieurs compagnies allemandes étaient sollicitées par les trois armes de l'armée allemande. En théorie, il était donc possible que certaines personnes possèdent une vue d'ensemble sur les recherches en électronique.

## Contenu
Le Rapport d'Oslo original comprenait sept pages. Il fut retapé et plusieurs copies carbone furent distribuées. Une copie de la première traduction est impossible à obtenir en 2011, alors que celle en allemand de l’Imperial War Museum est une copie carbone et ne contient pas les esquisses qui venaient probablement avec le document original de Mayer. Une version écrite à la machine existe dans les archives du Public Record Office, alors qu'une version traduite en anglais a été publiée à deux reprises,.
Les titres des sections qui suivent correspondent à ceux du rapport. Les informations que Mayer tenaient de certaines personnes se révélèrent partiellement fausses.

### 1. Ju 88 Program

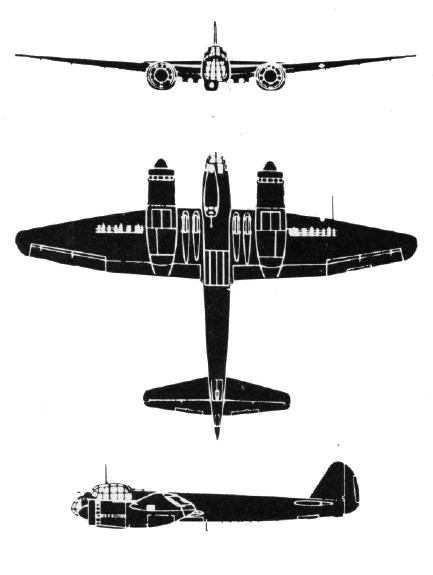
Vues schématiques du Junkers Ju 88.

Mayer estimait qu'il se fabriquait environ 5 000 bombardiers légers Junkers Ju 88  par mois, prédisant un total de 25 000 à 30 000 pour avril 1940. C'est faux. Ironiquement, la date d'avril 1940 est celle de l'invasion du Danemark par les armées allemandes.

### 2. The Franken
Le rapport affirme que le premier porte-avions allemand était stationné à Kiel et devait être mis en service en avril 1940. Dans le rapport, il est appelé « Franken », alors que son nom exact est Graf Zeppelin. Il n'a jamais été achevé.

### 3. Remote controlled gliders
Cette section décrit des planeurs, contrôlés à distance, d'une envergure de 3 m et d'une longueur de 3 m, capables d'emporter une charge explosive et munis d'un altimètre destiné à les maintenir à une altitude de 3 m au-dessus de la surface de l'eau, la trajectoire horizontale étant parcourue grâce un moteur-fusée. Cette description correspond au Blohm & Voss BV 143 (en), arme qui n'a jamais été mise en service.

### 4. Autopilot
Le pilote automatique brièvement décrit par Mayer s'applique à un avion plutôt qu'à un missile.

### 5. Remote-controlled projectiles

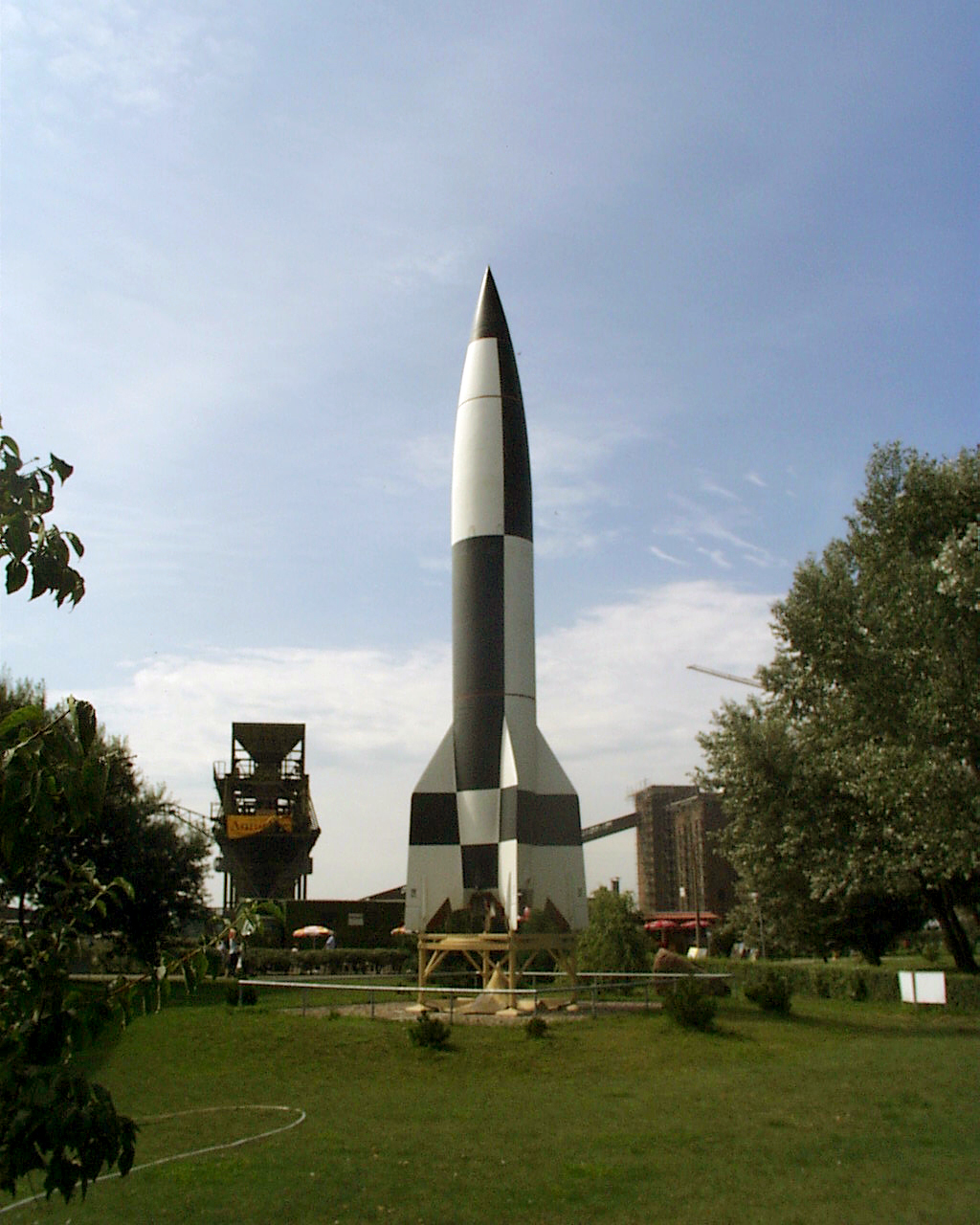
Structure externe d'un missile V2 sur le site du musée historique et technique de Peenemünde.

Le mot allemand « Geschoss », qui signifie obus, est inscrit dans le rapport mais le texte en allemand indique plutôt un missile. Par exemple, il mentionne que le projectile est très instable lorsqu'en mouvement, alors que les obus sont stabilisés en leur imprimant une rotation et que les roquettes sont stabilisées grâce à des ailerons.
Le diamètre de l'engin était de 80 cm, ce qui était curieux à l'époque. En effet, les spécialistes britanniques de 1943 tablaient sur des carburants solides et envisageaient un diamètre de 3 pouces (7,62 cm). Une telle fusée à carburant solide, dont le diamètre était dix fois supérieur à ce qu'ils voulaient mettre au point, leur semblait une hérésie. Ce n'est que plus tard que l'appareil en question put être identifié comme l’Aggregat A8, qui possédait un diamètre de 78 cm.
Mayer avait cependant omis de mentionner que les missiles allemands utilisaient des carburants liquides.

### 6. Rechlin
Rechlin est une ville située près du lac Müritz au nord de Berlin. Mayer indiqua que les laboratoires et les centres de recherches de la Luftwaffe s'y trouvaient et que c'était un « point d'attaque intéressant » pour les bombardiers.

### 7. Methods of attacks on bunkers
Mayer remarqua que, durant l'invasion de la Pologne en 1939, les bunkers polonais furent bombardés d'obus fumigènes, ce qui força les soldats polonais à se retrancher plus profondément dans les bunkers où, par la suite, les soldats allemands les attaquaient aux lance-flammes masqués en grande partie par les fumées.

### 8. Air raid warning equipment

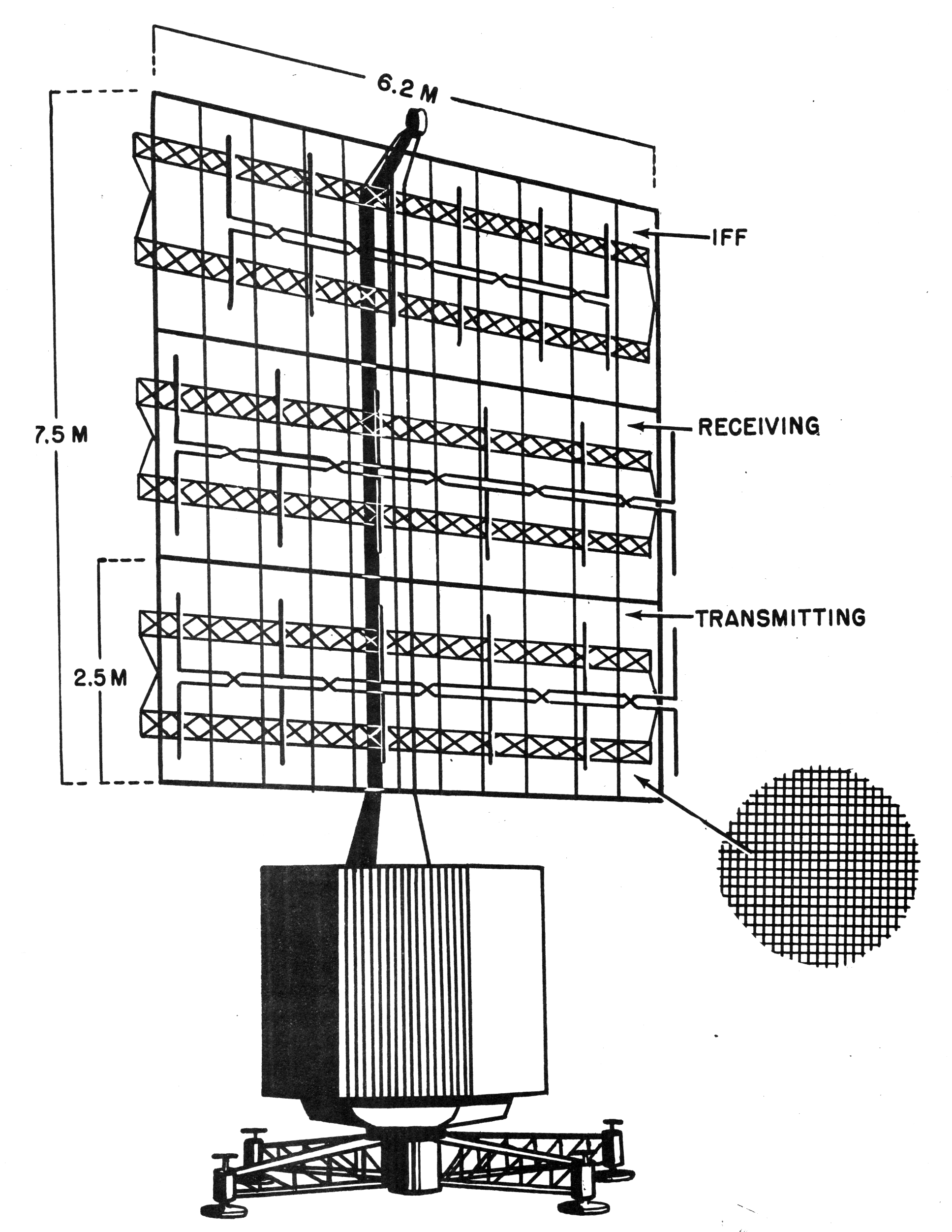
Schéma montrant la partie émettrice/réceptrice d'un radar allemand Pole Freya.

Mayer mentionna que le raid aérien britannique contre Wilhelmshaven en septembre 1939 fut détecté alors que les avions se trouvaient à 120 km des côtes allemandes grâce au radar. Il donna également les spécifications techniques des radars d'alerte avancée allemands. La puissance, la durée d'émission et la portée furent données avec plusieurs détails, ainsi que des suggestions de contre-mesures. Cependant, il ne donna aucune indication à propos des longueurs d'onde utilisées.
Il nota également que des radars étaient montés à bord des bombardiers Junkers Ju 88, la première application de radar aéroporté. Il mentionna encore avril 1940 comme date butoir pour l'installation de ces radars. Il décrivit également un système semblable, à l'état de prototype, qui opérait à la longueur d'onde de 50 cm.
Cette section révélait les connaissances approfondies de Mayer sur la technologie du radar. Les principes opérationnels du radar y apparaissaient : une courte émission d'ondes, le calcul du temps aller-retour de l'onde et le calcul de la distance entre le radar et l'objet en mouvement. Ces informations étaient connues des militaires britanniques et appliquées dans le système radar d'alerte avancée Chain Home.
Ces détails permirent la mise au point d'une contre-mesure peu coûteuse : les paillettes, de longs rubans d'aluminium dont la longueur reflète les longueurs d'onde de 50 cm avec une grande efficacité, rendant ainsi plusieurs radars allemands inopérants. Plus tard, les militaires britanniques se rendirent compte que la longueur d'onde de 50 cm était commune à tous les radars défensifs allemands en usage. Ils en profitèrent pour rendre inopérant tout le système radar défensif allemand lors du raid contre Hambourg le 24 juillet 1943.

### 9. Aircraft rangefinder
Mayer décrivit un système en développement à Rechlin servant à diriger les bombardiers allemands vers leurs cibles. Il s'agissait d'un faisceau radio qui permettait aux pilotes de bombardier de connaître, avec une grande précision, la distance qui les séparait de l'émetteur. C'est le système X–Gerät qui appliquait les principes du faisceau Lorenz, antérieur à la guerre et présent dans plusieurs aéroports allemands. Mayer donna la longueur d'onde de 6 m (50 MHz).

### 10. Torpedoes
Mayer décrivit deux nouveaux types de torpilles en service dans la marine allemande.
La première était conçue pour atteindre des cibles à une distance de  10 km. Elle pouvait être dirigée vers une cible à l'aide d'une onde radio de grande longueur d'onde. Deux émetteurs-récepteurs acoustiques logés dans son nez servaient à la guider avec précision lorsqu'elle se trouvait à quelques centaines de mètres de la cible.
Le deuxième type de torpille contenait un détecteur magnétique sensible aux changements du champ magnétique de la Terre, changements provoqués par la coque en métal des navires. Ils provoquaient l'explosion de la torpille. Mayer décrivit une méthode pour combattre ce type de torpille, un champ magnétique artificiel, ainsi que les principes généraux de l'appareil.

### 11. Electric fuzes for bombs and shells
La dernière section du rapport mentionne qu'en artillerie les forces armées allemandes délaissaient les fusées mécaniques en faveur des fusées électriques et que toutes les bombes étaient dorénavant équipées de fusées électriques. Mayer décrivit le fonctionnement des fusées dans les bombes ainsi que les fusées électriques à temporisateur. 
Mayer suggéra également un nouveau type de fusée de proximité : l'appareil devait détecter des variations partielles de la capacité électrique, ce qui se révéla impossible à appliquer en pratique. Il proposa des applications contre les aéronefs et le personnel.
Mayer conclut en indiquant que les fusées d'artillerie étaient fabriquées par Rheinmetall à Sömmerda, Thuringe.

## Révélations publiques
Après la Seconde Guerre mondiale, le 12 février 1947, Reginald Jones fit un discours au Royal United Services Institute où il révéla publiquement l'existence et l'importance du Rapport d'Oslo :

« Il [le Rapport d'Oslo] nous a informé que les Allemands avaient deux types de radars, que des missiles de grandes dimensions étaient mis au point, qu'il y avait un important site expérimental à Peenemünde et que des bombes planantes à moteur-fusée étaient à l'essai à cet endroit.
Il y avait d'autres informations, tellement que plusieurs personnes affirmaient que c'était un coup monté par les Allemands, parce qu'aucun homme n'aurait pu connaître toutes les recherches décrites dans le rapport.
Mais, alors que la guerre faisait rage, et qu'un appareil après l'autre apparaissait, il était clair que le rapport était en grande partie véridique. Et, lors des rares instants de calme, je prenais le temps de lire à nouveau le Rapport d'Oslo pour connaître ce qui était à venir. »

Ce discours attira l'attention de la presse écrite et il devint médiatisé. Jones révéla certains détails, gardant en réserve plusieurs autres informations dans le but de tester toute personne affirmant en être l'auteur. Mais ni Henry Cobden Turner ni Mayer ne surent à propos du discours à l'époque.

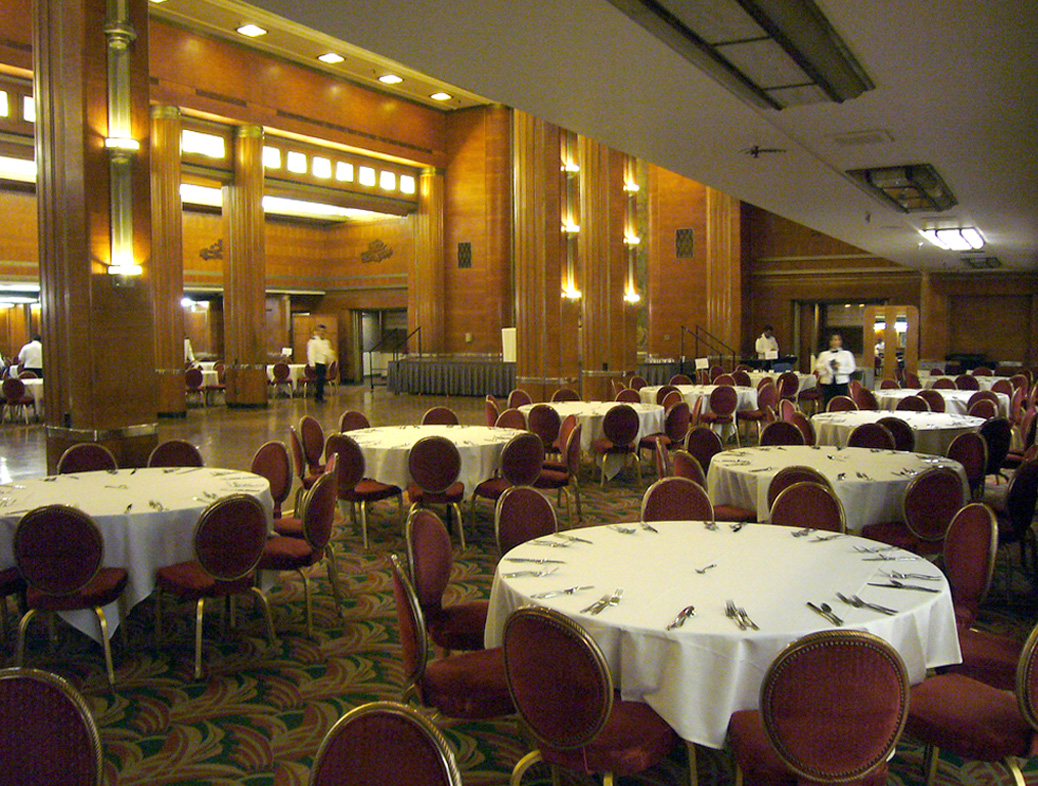
Le Grand Salon du RMS Queen Mary.

Par hasard, Turner et Jones voyagèrent sur le RMS Queen Mary en 1953 et s'assirent à la même table un soir. Se découvrant plusieurs affinités, Jones invita Turner à un repas à son club à Londres. Le 15 décembre 1953, ils se rencontrèrent et, pendant le repas, l'un des amis de Jones, Frederick Norman, cria « Oslo ! ». Après le repas, les trois discutèrent en privé : Turner avait entendu parler de son vieil ami allemand, Hans Ferdinand Mayer, au début de la guerre grâce à une lettre qu'il avait reçue d'Oslo. En apprenant le poste occupé par Mayer chez Siemens AG ainsi que sa formation, Jones décida d'entamer une correspondance avec Mayer en utilisant Turner comme intermédiaire.
Jones et Mayer se rencontrèrent en 1955 lors d'un congrès sur le radar à Munich et dînèrent en compagnie de Turner à la résidence de Mayer. Jones vérifia rapidement que Mayer avait rédigé le Rapport d'Oslo. Ils s'entendirent pour taire l'identité de Mayer, car ce n'était pas dans leur intérêt commun. Ils continuèrent d'échanger des lettres, Mayer donnant plus de détails sur la façon dont il avait rédigé le rapport. Jones écrivit un livre sur son travail en temps de guerre pour le compte du MI6 : le livre fut publié en 1978. Jones y discute de son usage du rapport, mais ne donne pas le nom de son auteur.

« Immanquablement, la question sera posée sur mon avis au sujet de l'identité de l'auteur. Je crois savoir mais la façon dont cette identité s'est révélée à moi était si extraordinaire qu'elle pourrait bien ne pas sembler valide. En tous cas, ce sera pour plus tard et le dénouement attendra jusque-là. »

Mayer mourut en 1980 sans qu'il ne soit publiquement reconnu comme l'auteur du rapport. Le deuxième livre de Jones, publié en 1989, révéla son identité.

### Traductions de
1. ↑  (en) « The contribution of this source to the present problem may be summarised in the statements that the Germans were bringing into use an R.D.F. system similar to our own...

A careful review of the whole report leaves only two possible conclusions: (1) that it was a "plant" to persuade us that the Germans were as well advanced as ourselves or (2) that the source was genuinely disaffected from Germany, and wished to tell us all he knew. The general accuracy of the information, the gratuitous presentation of the fuse, and the fact that the source made no effort, as far as it is known, to exploit the matter, together with the subsequent course of the war and our recent awakening with Knickebein, weigh heavily in favour of the second conclusion. It seems, then, that the source was reliable, and he was manifestly competent. »
2. ↑  (en) « It was probably the best single report received from any source during the war.

...Overall, of course, the contributions from other sources such as the Enigma decrypts, aerial photographs, and reports from the Resistance, outweighed the Oslo contribution, but these were all made from organizations involving many, sometimes thousands of individuals and operating throughout most of the war. The Oslo Report, we believed, had been written by a single individual who in one great flash had given us a synoptic glimpse of much of what was foreshadowed in German military electronics. »
3. ↑  (en) « It [the Oslo Report] told us that the Germans had two kinds of radar equipment, that large rockets were being developed, that there was an important experimental establishment at Peenemünde and that rocket-driven glider bombs were being tried there.

There was also other information—so much of it in fact that many people argued that it must be a plant by the Germans, because no one man could possibly have known all of the developments that the report described.

But as the War progressed and one development after another actually appeared, it was obvious that the report was largely correct; and in the few dull moments of the War I used to look up the Oslo report to see what should be coming along next. »
4. ↑  (en) « Inevitably, the question will be asked regarding my own ideas about the identity of the Oslo author. I believe that I know, but the way in which the identity was revealed to me was so extraordinary that it may well not be credited. In any event, it belongs to a later period, and the denouement must wait until then. »